# Ridler

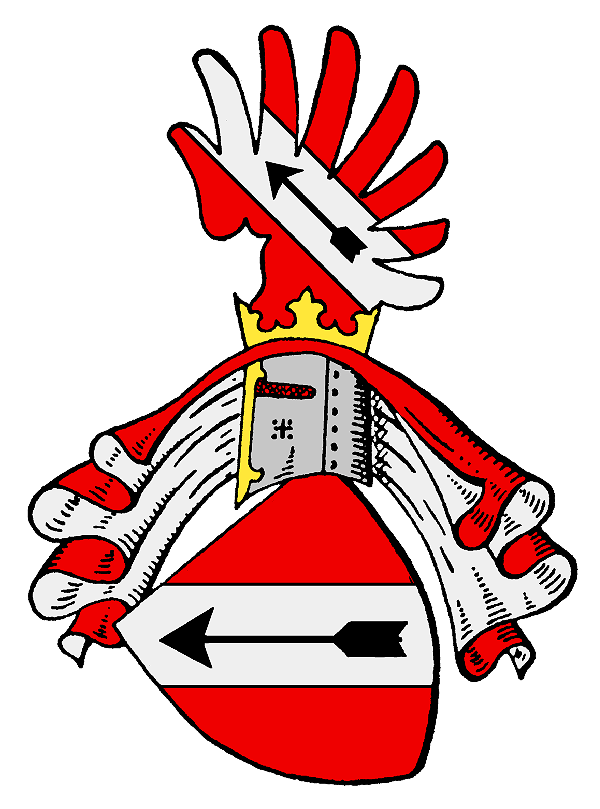
Wappen der Ridler (und der Schrenck)

Die Ridler waren eine der einflussreichsten Patrizierfamilien Münchens, erstmals urkundlich erwähnt im Jahr 1295. Die Ridler waren seit ihrem ersten Auftreten bis ins 18. Jahrhundert im Münchner Stadtrat vertreten. Von 1383 bis 1530 sind Mitglieder der Familie auch in Augsburg in der Herrenstube nachweisbar.

## Stiftungen (Auszug)
- Stiftung des Ridler-Seelhauses zu München 1295 durch Heinrich I. Ridler
- Wiedergründung des Franziskanerklosters in München durch Gabriel I. Ridler († 1420)
- Stiftung von drei Altären in St. Peter zu München und einem in der Münchner Frauenkirche

## Bekannte Familienmitglieder
- Heinrich I. Ridler († 1324), Stifter des Ridler-Seelhauses
- Gabriel I. Ridler (ca. 1340–1420), Stadtrat und erster Chronist des Ridlergeschlechtes, Hochmeister des Heilig-Geist-Spitals
- Vinzenz Ridler († 1408), Kustos der bayerischen Franziskanerprovinz und Visitator des 3. Ordens in München
- Zacharias Ridler († 1416), Dechant zu St. Peter in München, Rektor der Universität Wien
- Sebastian III. Ridler von Johanneskirchen (1546–1621), Regimentsrat und Kastner zu Burghausen, Hofkammerrat in München, Pfleger zu Neuötting

## Wappen
Das Stammwappen zeigt in Rot einen silbernen Schrägbalken, darauf ein schräggelegter schwarzer Pfeil. Auf dem Helm ist ein offener oder geschlossener Flug, der das Schildzeichen wiederholt. Die Helmdecken sind rot-silbern. Dasselbe Wappen trugen im Mittelalter auch die Münchner Patriziergeschlechter Schrenck und Ligsalz.